# Jiřina Jirásková
Jiřina Jirásková (ur. 17 lutego 1931 w Pradze, zm. 7 stycznia 2013 w Pradze) – czeska aktorka teatralna i filmowa.
W 2006 roku została odznaczona Medalem Za Zasługi II stopnia.

## Filmografia
- 1960 – Dwie twarze agenta K (Smyk) jako Luisa
- 1961 – Každá koruna dobrá jako nauczycielka muzyki
- 1961 – Pohled do očí jako Olga Valentová
- 1964 – Čintamani a podvodník jako tłumacz
- 1964 – Odwaga na co dzień (Každý den odvahu) jako Olina
- 1964 – Einstein kontra Babinský
- 1964 – Kdy brečí muži jako Maminka
- 1965 – Opowieści o dzieciach (Povídky o dětech) jako matka
- 1965 – 31 stopni w cieniu (Ninety Degrees in the Shade) jako Věra
- 1966 – Bloudění jako Helena Hrabáková
- 1967 – Hotel pro cizince jako Marie
- 1967 – Dědeček, Kylián a já
- 1967 – Dům ztracených duší jako dr Dvořáková
- 1968 – Sňatky z rozumu jako Hana
- 1968 – Jak se zbavit Helenky jako Viki
- 1969 – Flirt se slečnou Stříbrnou jako pani Blumenfeldová
- 1969 – Světáci jako Marcela
- 1969 – Já, truchlivý bůh jako pani Stenclová
- 1970 – Przypadek dla początkującego kata (Případ pro začínajícího kata) jako Tadeásová
- 1970 – Piekielny miesiąc miodowy (Ďábelské líbánky) jako Alžběta, asystentka kapitana
- 1970 – Na Kometě jako Ester
- 1980 – Julek
- 1980 – Dnes v jednom domě
- 1980 – Útěky domů jako aktorka
- 1981 – Trhák jako scenarzystka
- 1982 – Jak świat traci poetów (Jak svět přichází o básníky) jako dyrektorka szkoły
- 1983 – Bota jménem Melichar jako Moutelíková
- 1983 – Jara Cimrman śpi (Jára Cimrman ležící, spící)
- 1984 – Barrandovské nocturno aneb Jak film zpíval a tančil
- 1984 – Křtiny jako sekretarka Karolína
- 1984 – Katapult jako Anna
- 1984 – Słońce, siano i truskawki (Slunce, seno, jahody) jako Hubičková
- 1984 – Vinobraní jako Albína Brousková
- 1985 – Egy kicsit én, egy kicsit te jako Eva Anyja
- 1985 – Sestřičky jako Babi
- 1986 – Klobouk, měšec a láska jako Enenke
- 1987 – Stačí stisknout jako przewodnicząca Macková
- 1987 – Arabesky jako Sefrnova
- 1988 – Kdyz v ráji pršelo jako Dočkajka
- 1988 – Muj hríšný muž jako Jeníkova
- 1989 – Dva lidi v zoo jako Josefina
- 1989 – Słońce, siano i parę razy po gębie (Slunce, seno a pár facek) jako ridici Hubičková
- 1989 – Příběh '88 jako Zdena
- 1990 – Motýlí čas jako dyrektorka szkoły
- 1990 – Muka obraznosti jako Artlova
- 1991 – Słońce, siano, erotyka (Slunce, seno, erotika) jako Hubičková
- 1993 – Jedna kočka za druhou jako Lanlady
- 1994 – Zámek v Čechách jako hrabina
- 2005 – Dobrá čtvrt jako Svobodová
- 2005 – Anděl páně jako Abbess
- 2006 – Rafťáci jako babcia Dany’ego
- 2012 – Spóźniona miłość (Vrásky z lásky) jako Jižná